# Bebra
Bebra ist eine Kleinstadt im Nordosten Hessens (Deutschland). Bebra ist eine klassische Eisenbahnerstadt als Knotenpunkt mehrerer Eisenbahnstrecken.

## Geographie

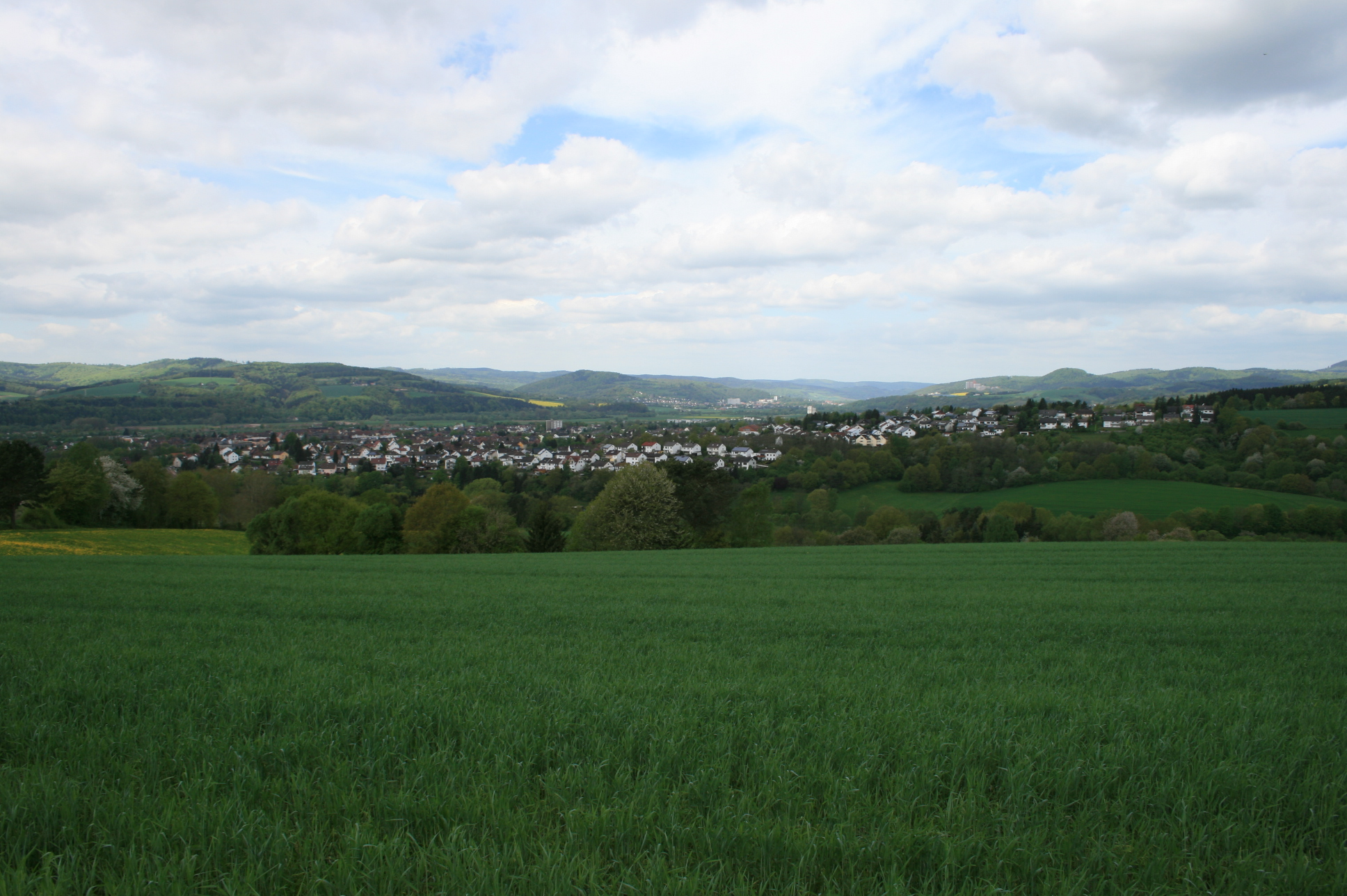
Blick auf Bebra im Fuldatal von Osten. Im Vordergrund Bünberg. Im Hintergrund Rotenburg.

### Geographische Lage
Bebra liegt im Landkreis Hersfeld-Rotenburg etwa 45 km südsüdöstlich von Kassel an der Fulda. Die Stadt ist dank der markanten Lage am Fuldaknie auf den meisten Landkarten leicht zu finden. Sie ist umgeben vom Stölzinger Gebirge im Norden, dem Richelsdorfer Gebirge im Osten, dem Seulingswald im Südosten und dem Knüll im Südwesten. Die größten Nachbarorte sind Rotenburg und Bad Hersfeld.
Innerhalb des Bebraer Stadtgebiets münden die Fließgewässer Bebra, Solz, Lüder und Ulfe in die Fulda; in die Ulfe mündet die Iba.

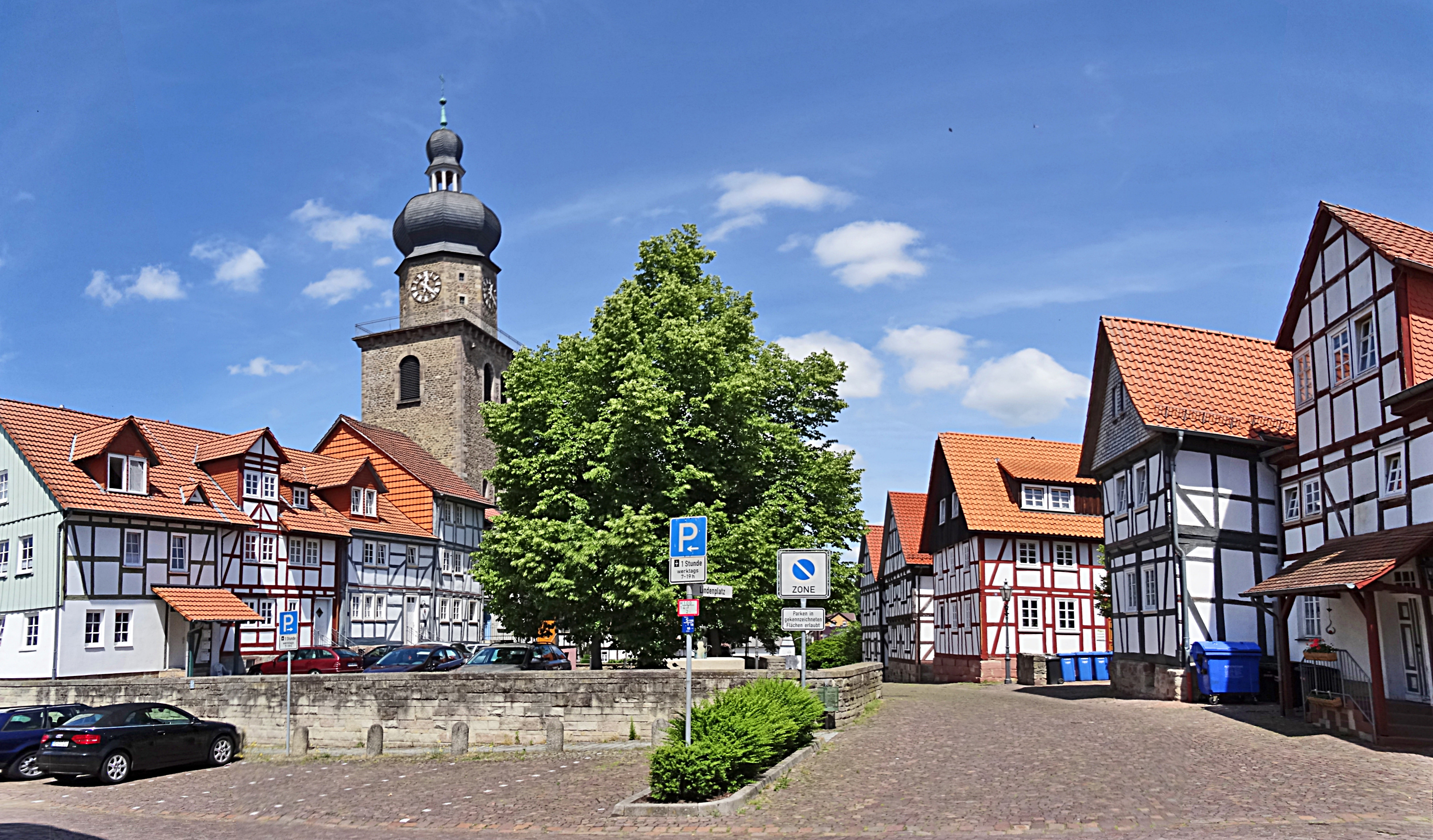
Bebra Lindenplatz

### Nachbargemeinden
Im Uhrzeigersinn beginnend im Norden stoßen an Bebra diese Gemeinden: Cornberg, Nentershausen, Ronshausen, Ludwigsau und Rotenburg.

### Stadtgliederung
Die Stadt Bebra besteht seit der Gemeindereform vom Januar 1972 aus zwölf Stadtteilen, die neben der Kernstadt Bebra aus den umliegenden Dörfern bestehen. Im Uhrzeigersinn sind das: Asmushausen, Gilfershausen, Rautenhausen, Braunhausen, Imshausen, Solz, Iba, Weiterode, Breitenbach, Blankenheim und Lüdersdorf.

## Geschichte

### Stadtgeschichte
Anfänglich wurde Bebra Biberaho (Dorf am Biberfluss) genannt, aus dem dann später Bibera und zuletzt Bebra wurde. Die älteste bekannte urkundliche Erwähnung stammt aus dem 12. Jahrhundert. Das Dokument ist das Güterverzeichnis Breviarium sancti Lulli der Abtei Hersfeld. In dieser Urkunde, die eine Neuredaktion vom Ende des 9. Jh. zur Quelle hatte, wird in der Tafel 2 Besitz dieses Klosters in Bebra verbucht, wobei sich die Tafel auf den Zeitraum zwischen den Jahren 755 bis 786 bezieht. Daraus lässt sich schließen, dass Bebra bereits zu dieser Zeit bestand.

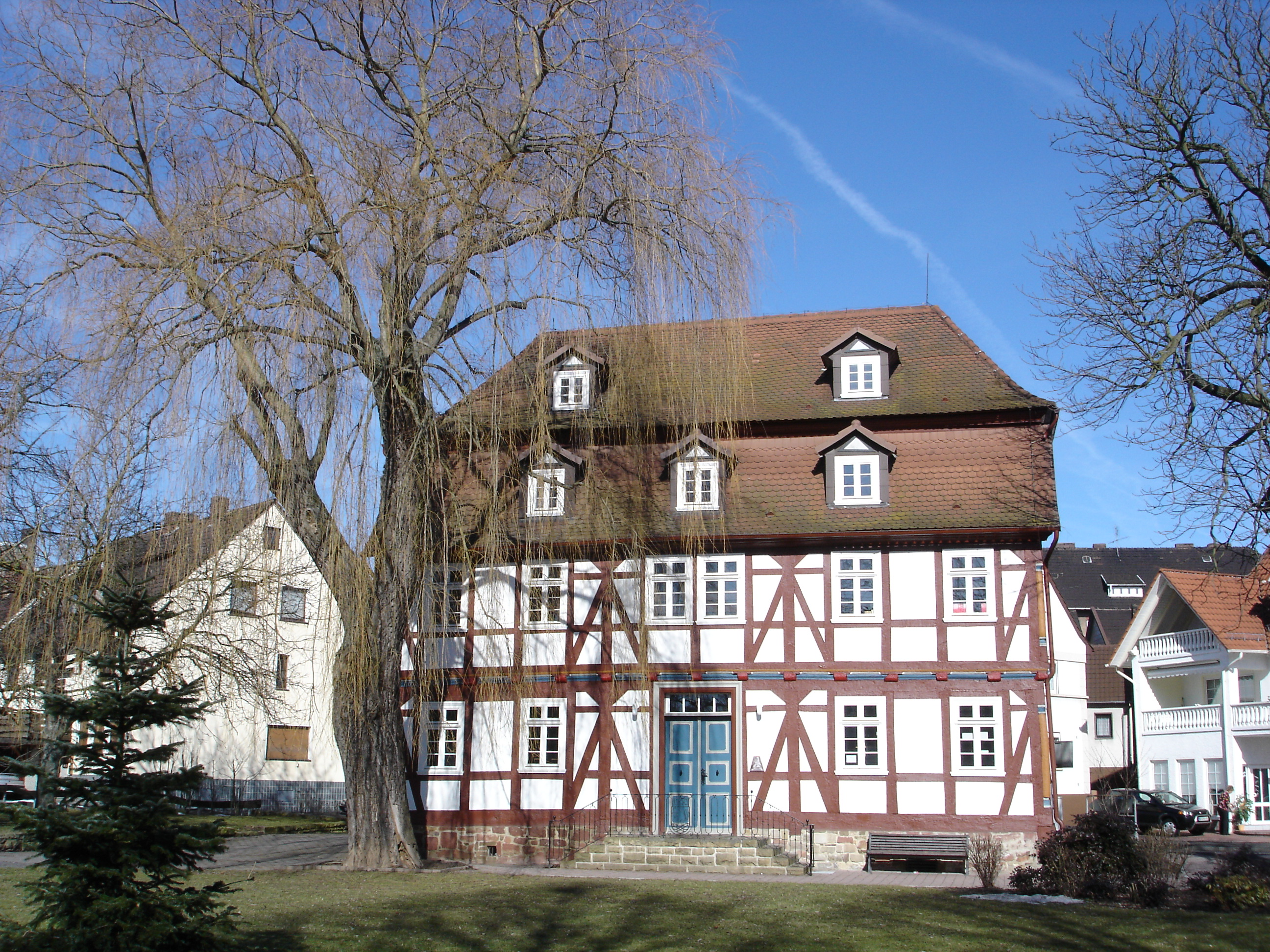
Altes Rathaus

Die Siedlung blieb in den nächsten Jahrhunderten im Wesentlichen ein größeres Bauerndorf. Wenn auch damals schon wichtige Verkehrsströme an dieser Stelle aufeinandertrafen, so wurde es erstmals 1386 als landgräfliches Dorf im Amt Rotenburg benannt. Zum einen gab es eine Verbindung Richtung Osten über Eisenach nach Halle. Zum anderen verband die Poststraße entlang des Fuldatals die Region mit dem Süden Deutschlands. Trotzdem wurde die Umgebung damals vom etwa sechs Kilometer entfernten Rotenburg dominiert, das ab etwa 1470 auch den Status einer kleinen Residenzstadt genoss (Hessen-Rotenburg). Bebra war ein Gerichtsort im Obergericht des Amts Rotenburg.

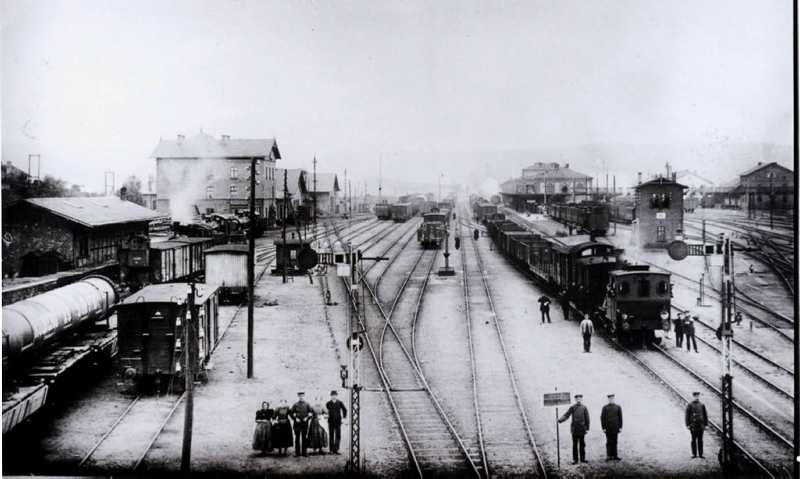
Bahnhof Bebra im Jahr 1875

Einen Aufschwung nahm Bebra beim Ausbau des Eisenbahnnetzes in Deutschland, der Mitte des 19. Jahrhunderts auch diese Region erfasste (siehe Friedrich-Wilhelms-Nordbahn), ab 1849 mit der Eröffnung der Eisenbahnlinie Kassel – Bebra. Gegen Ende des Jahrhunderts war die Stadt einer der wichtigsten Eisenbahnknotenpunkte Deutschlands. Die Einwohnerzahl wuchs innerhalb von ungefähr 70 Jahren von etwa 1300 Einwohnern auf 5063 (1946), die Stadt verlor durch den Aufschwung von Handel und Gewerbe ihren bisher ausschließlich ländlich geprägten Charakter. Der wichtigste Arbeitgeber war die Reichsbahn. Die Stadtrechte erhielt Bebra durch den Oberpräsidenten der Provinz Hessen-Nassau, Philipp Prinz von Hessen, am 20. September 1935.
Am 7. November 1938, dem ersten Tag der Novemberpogrome, kam es in Bebra, wie auch in den benachbarten Sontra und Rotenburg, in Kassel und in weiteren kurhessischen Städten, zu den ersten gewalttätigen Übergriffen auf jüdische Bürger und deren Geschäfte. Neben der Synagoge in der Amalienstraße wurde auch die jüdische Schule zerstört. Gesteuert wurden die Ausschreitungen mutmaßlich vom Gaupropagandaleiter und gebürtigen Bebraer Heinrich Gernand.
Am 4. Dezember 1944 wurde Bebra Ziel eines amerikanischen Bombenangriffes. Der Bahnhof, der das Ziel des Angriffes war, wurde nur leicht beschädigt, aber alle drei Kirchen und 43 Wohnhäuser wurden zerstört, 64 Menschen getötet und zahlreiche verletzt. Wie damals üblich, war es der gleichgeschalteten Presse verboten, über den Angriff und seine Opfer zu berichten. Am 2. April 1945 wurde Bebra von amerikanischen Truppen besetzt.
Das Wachstum der Stadt setzte sich – durch den Zweiten Weltkrieg unterbrochen – bis in die 1970er Jahre fort. Durch die gute Verkehrsanbindung siedelten sich einige größere Industriebetriebe an. Während der Zeit der innerdeutschen Grenze wurde in Bebra eine Grenzübergangsstelle eingerichtet, um den Personen- und Güterverkehr im Interzonenverkehr (später innerdeutschen Grenzverkehr) abzufertigen. Seit Mitte der 1980er-Jahre verlor Bebra als Eisenbahnknotenpunkt an Bedeutung, was zu weniger Arbeitsplätzen bei der Deutschen Bundesbahn bzw. ihrer Nachfolgerin der Deutschen Bahn führte.

### Hessische Gebietsreform und Eingemeindungen
Alle oben aufgeführten Stadtteile wurden im Zuge der Gebietsreform in Hessen auf freiwilliger Basis am 31. Dezember 1971 in die Stadt Bebra eingegliedert.
Für diese bis dahin selbständigen Gemeinden wurden Ortsbezirke gebildet.

### Verwaltungsgeschichte im Überblick
Die folgende Liste zeigt die Staaten und Verwaltungseinheiten, denen Bebra angehört(e):
- vor 1567: Heiliges Römisches Reich, Landgrafschaft Hessen, Amt Rotenburg
- ab 1567: Heiliges Römisches Reich (bis 1806), Landgrafschaft Hessen-Kassel, Amt Rotenburg
  - 1627–1834: Landgrafschaft Hessen-Rotenburg (sogenannte Rotenburger Quart), teilsouveränes Fürstentum unter reichsrechtlicher Oberhoheit der Landgrafschaft Hessen-Kassel bzw. ab 1815 des Kurfürstentums Hessen
- ab 1806: Landgrafschaft Hessen-Kassel, Rotenburger Quart, Amt Rotenburg
- 1807–1813: Königreich Westphalen, Departement der Werra, Distrikt Hersfeld, Kanton Bebra
- ab 1815: Kurfürstentum Hessen, Rotenburger Quart, Amt Rotenburg[13]
- ab 1821/22: Kurfürstentum Hessen, Provinz Niederhessen, Kreis Rotenburg[Anm. 2][14]
- ab 1848: Kurfürstentum Hessen, Bezirk Hersfeld
- ab 1851: Kurfürstentum Hessen, Provinz Niederhessen, Kreis Rotenburg
- ab 1867: Königreich Preußen, Provinz Hessen-Nassau, Regierungsbezirk Kassel, Landkreis Rotenburg
- ab 1871: Deutsches Reich, Königreich Preußen, Provinz Hessen-Nassau, Regierungsbezirk Kassel, Landkreis Rotenburg
- ab 1918: Deutsches Reich, Freistaat Preußen, Provinz Hessen-Nassau, Regierungsbezirk Kassel, Landkreis Rotenburg
- ab 1944: Deutsches Reich, Freistaat Preußen, Provinz Kurhessen, Landkreis Rotenburg
- ab 1945: Deutsches Reich, Amerikanische Besatzungszone, Groß-Hessen, Regierungsbezirk Kassel, Landkreis Rotenburg
- ab 1946: Deutsches Reich, Amerikanische Besatzungszone, Hessen, Regierungsbezirk Kassel, Landkreis Rotenburg
- ab 1949: Bundesrepublik Deutschland, Hessen, Regierungsbezirk Kassel, Landkreis Rotenburg
- ab 1972: Bundesrepublik Deutschland, Hessen, Regierungsbezirk Kassel, Landkreis Hersfeld-Rotenburg

## Bevölkerung

### Einwohnerstruktur 2011
Nach den Erhebungen des Zensus 2011 lebten am Stichtag, dem 9. Mai 2011, in Bebra 13.758 Einwohner. Darunter waren 789 (5,7 %) Ausländer, von denen 136 aus dem EU-Ausland, 530 aus anderen europäischen Ländern und 115 aus anderen Staaten kamen. Von den deutschen Einwohnern hatten 16,0 % einen Migrationshintergrund. (Im Jahr 2020 betrug die Ausländerquote 14,5 %.) Nach dem Lebensalter waren 2316 Einwohner unter 18 Jahren, 5388 zwischen 18 und 49, 2925 zwischen 50 und 64 und 3129 Einwohner waren älter. Die Einwohner lebten in 5892 Haushalten. Davon waren 1842 Singlehaushalte, 1659 Paare ohne Kinder und 1749 Paare mit Kindern, sowie 531 Alleinerziehende und 114 Wohngemeinschaften. In 1425 Haushalten lebten ausschließlich Senioren und in 3708 Haushaltungen lebten keine Senioren.

### Einwohnerentwicklung

Einwohnerzahlen von Bebra von 1821 bis 2016. Die untere Kurve gibt die Daten für den Kernort an – die obere Kurve mit Eingemeindungen

| Bebra: Einwohnerzahlen von 1834 bis 2020 | Bebra: Einwohnerzahlen von 1834 bis 2020 | Bebra: Einwohnerzahlen von 1834 bis 2020 | Bebra: Einwohnerzahlen von 1834 bis 2020 | Bebra: Einwohnerzahlen von 1834 bis 2020 |
| --- | ---------------------------------------- | ---------------------------------------- | ---------------------------------------- | ---------------------------------------- |
| Jahr |                                          |                                          |                                          | Einwohner                                |
| 1834 | 1834                                     |                                          | 1.290                                    | 1.290                                    |
| 1840 | 1840                                     |                                          | 1.281                                    | 1.281                                    |
| 1846 | 1846                                     |                                          | 1.418                                    | 1.418                                    |
| 1852 | 1852                                     |                                          | 1.477                                    | 1.477                                    |
| 1858 | 1858                                     |                                          | 1.369                                    | 1.369                                    |
| 1864 | 1864                                     |                                          | 1.494                                    | 1.494                                    |
| 1871 | 1871                                     |                                          | 1.679                                    | 1.679                                    |
| 1875 | 1875                                     |                                          | 1.980                                    | 1.980                                    |
| 1885 | 1885                                     |                                          | 2.303                                    | 2.303                                    |
| 1895 | 1895                                     |                                          | 2.570                                    | 2.570                                    |
| 1905 | 1905                                     |                                          | 3.317                                    | 3.317                                    |
| 1910 | 1910                                     |                                          | 4.050                                    | 4.050                                    |
| 1925 | 1925                                     |                                          | 4.830                                    | 4.830                                    |
| 1939 | 1939                                     |                                          | 4.831                                    | 4.831                                    |
| 1946 | 1946                                     |                                          | 6.922                                    | 6.922                                    |
| 1950 | 1950                                     |                                          | 7.404                                    | 7.404                                    |
| 1956 | 1956                                     |                                          | 7.473                                    | 7.473                                    |
| 1961 | 1961                                     |                                          | 7.549                                    | 7.549                                    |
| 1967 | 1967                                     |                                          | 7.874                                    | 7.874                                    |
| 1970 | 1970                                     |                                          | 8.065                                    | 8.065                                    |
| 1973 | 1973                                     |                                          | 15.700                                   | 15.700                                   |
| 1975 | 1975                                     |                                          | 15.740                                   | 15.740                                   |
| 1980 | 1980                                     |                                          | 15.478                                   | 15.478                                   |
| 1985 | 1985                                     |                                          | 15.254                                   | 15.254                                   |
| 1990 | 1990                                     |                                          | 15.632                                   | 15.632                                   |
| 1995 | 1995                                     |                                          | 15.976                                   | 15.976                                   |
| 2000 | 2000                                     |                                          | 15.380                                   | 15.380                                   |
| 2005 | 2005                                     |                                          | 14.641                                   | 14.641                                   |
| 2010 | 2010                                     |                                          | 13.789                                   | 13.789                                   |
| 2011 | 2011                                     |                                          | 13.758                                   | 13.758                                   |
| 2015 | 2015                                     |                                          | 13.888                                   | 13.888                                   |
| 2020 | 2020                                     |                                          | 13.855                                   | 13.855                                   |
| Datenquelle: Historisches Gemeindeverzeichnis für Hessen: Die Bevölkerung der Gemeinden 1834 bis 1967. Wiesbaden: Hessisches Statistisches Landesamt, 1968. Weitere Quellen: LAGIS; Hessisches Statistisches Informationssystem; Zensus 2011 Nach 1970 einschließlich der im Zuge der Gebietsreform in Hessen eingegliederten Orte. |                                          |                                          |                                          |                                          |

## Religionen und Konfessionen
Das Gebiet der Stadt Bebra gehört heute zur Evangelischen Kirche Kurhessen-Waldeck und dem weitgehend deckungsgleichen katholischen Bistum Fulda. Die Stadt ist mehrheitlich evangelisch.
Evangelisch:
In der Kernstadt Bebra und ihren Stadtteilen gibt es zwölf evangelische Kirchen.
Katholisch:
St. Marien ist die katholische Filialkirche in der Kernstadt und zählt zur Pfarrei St. Franziskus Bebra-Rotenburg.
Weiter gibt eine evangelisch-methodistische Kirche sowie eine Evangelisch-Freikirchliche Gemeinde (Baptisten), eine landeskirchliche Gemeinschaft, ein Bethaus der mennonitischen Brüdergemeinde, ein Gebetshaus des islamischen Kulturvereins und eine syrisch-orthodoxe Kirche. Außerdem leben etwa 100 Angehörige des jesidischen Glaubens in Bebra.

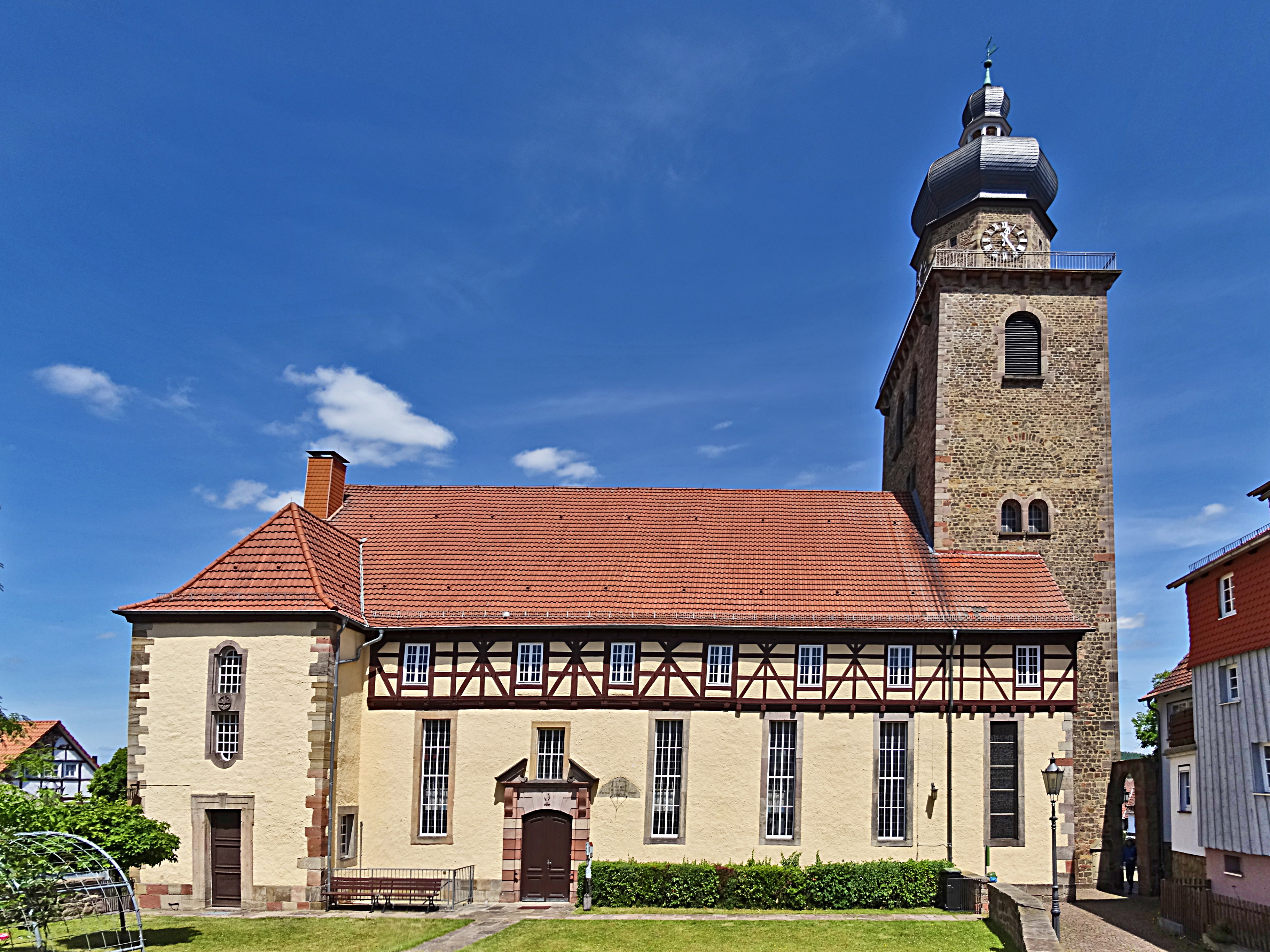
Auferstehungskirche
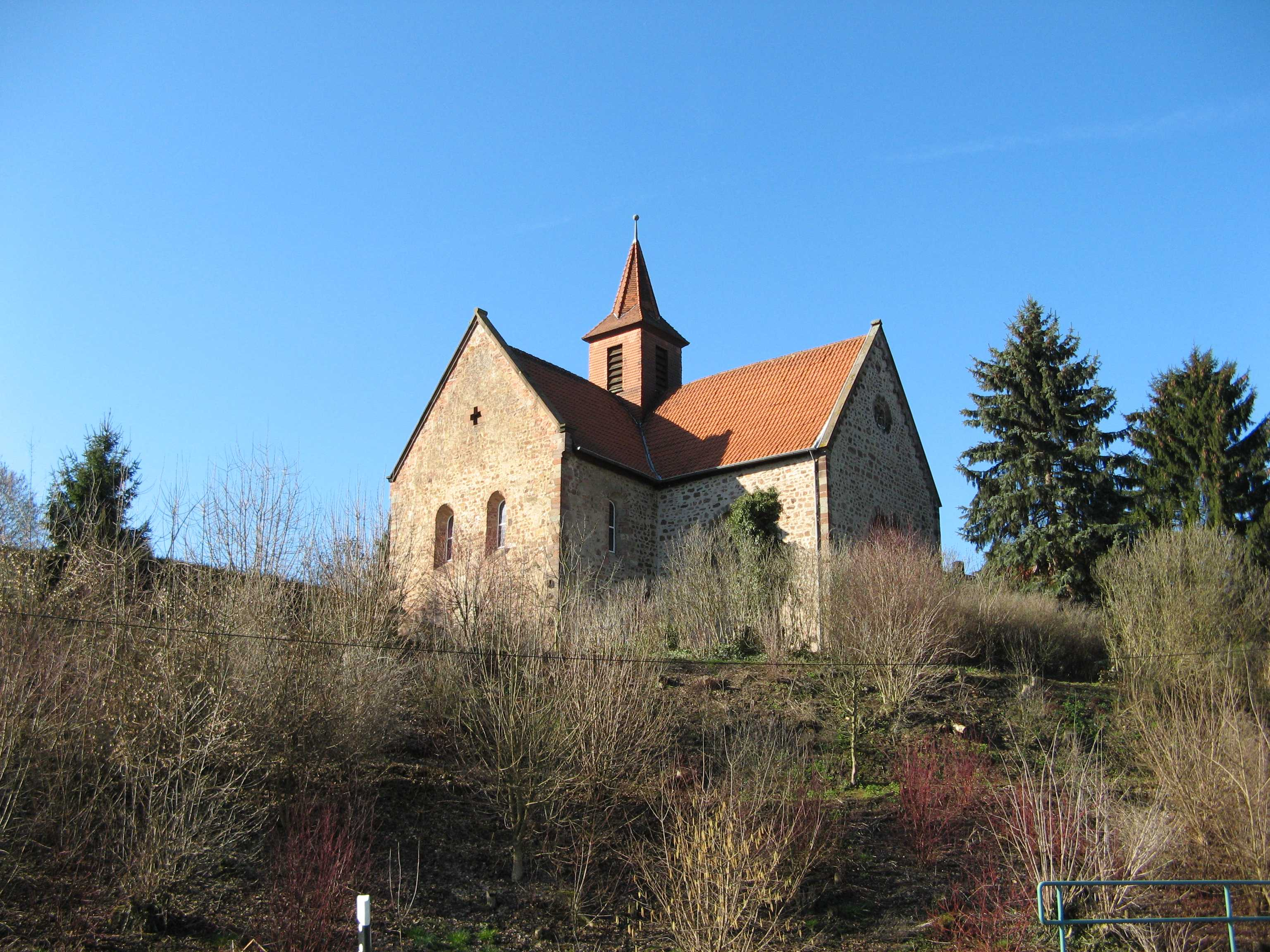
Kapelle bei Blankenheim
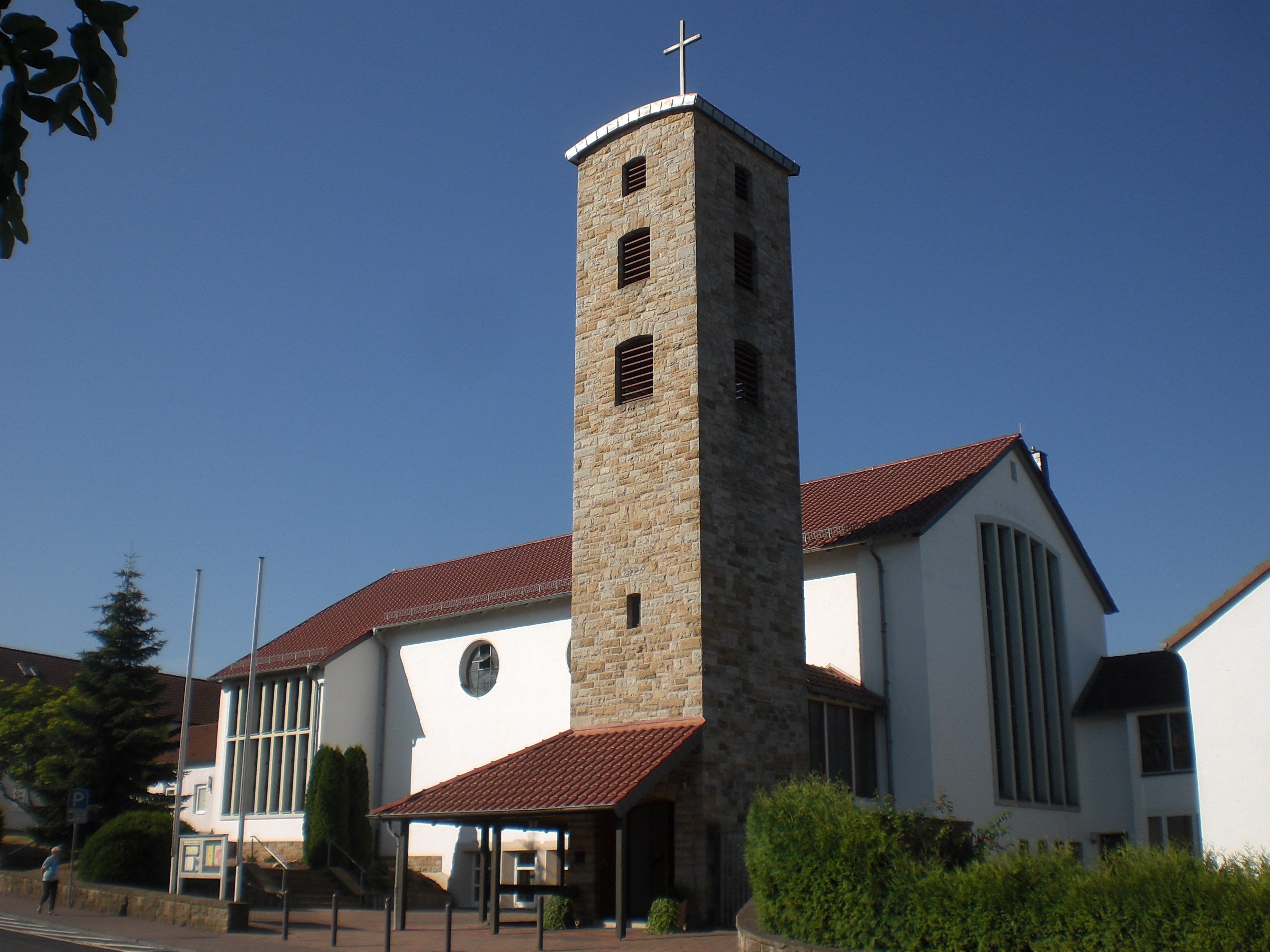
Die Katholische Kirche St. Marien

Religionszugehörigkeit
| • 1885: | 2020 evangelische (= 87,71 %), 95 katholische (= 4,13 %), 43 anderes christliche-konfessionelle (= 1,87 %), 145 jüdische (= 6,3 %) Einwohner |
| • 1961: | 6192 evangelische (= 82,02 %), 1223 katholische (= 16,20 %) Einwohner                                                                        |
| • 1987: | 12180 evangelische (= 80,19 %), 712 katholische (= 4,69 %), 1297 sonstige (= 8,54 %) Einwohner                                               |
| • 2011: | 8730 evangelische (= 63,45 %), 1280 katholische (= 9,30 %), 3750 sonstige (= 27,26 %) Einwohner                                              |

## Politik

### Stadtverordnetenversammlung

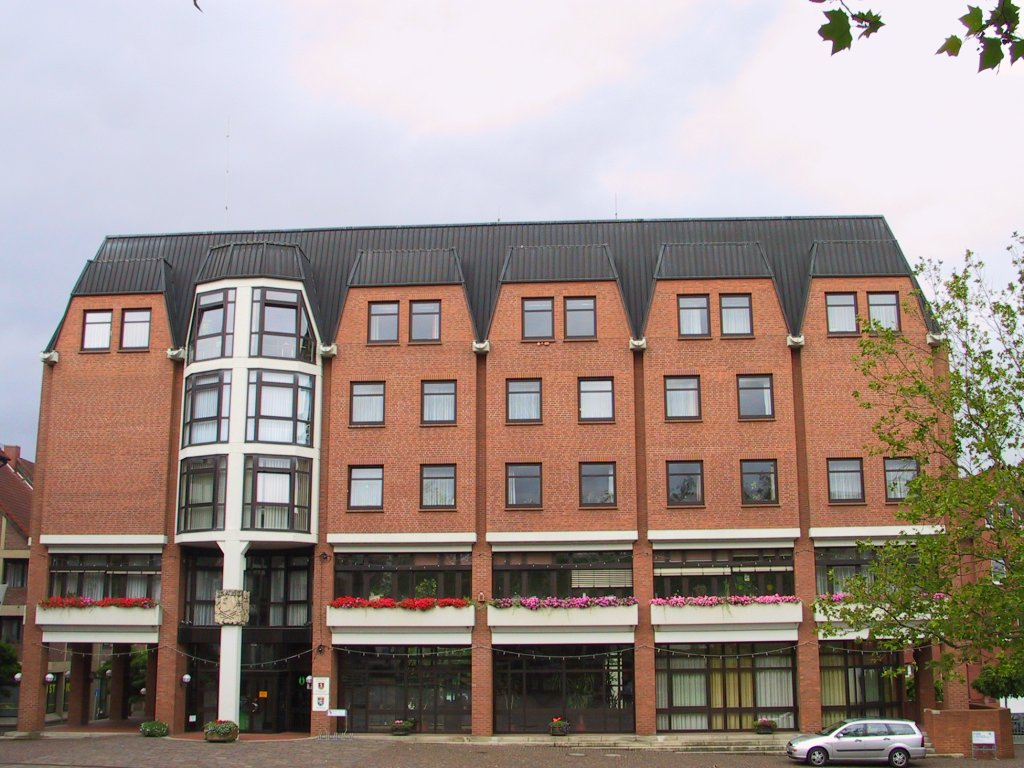
Neues Bebraer Rathaus

Die Kommunalwahl am 14. März 2021 lieferte folgendes Ergebnis, in Vergleich gesetzt zu früheren Kommunalwahlen:
| Stadtverordnetenversammlung – Kommunalwahlen 2021 | Stadtverordnetenversammlung – Kommunalwahlen 2021                                                    |
| --- | --- |
| Stimmenanteil in %Wahlbeteiligung 51,2 % 403020100 38,125,915,814,55,7n. k.n. k. CDUSPDGcDB/FWGdGrüneFDPBFBgGewinne und Verlusteim Vergleich zu 2016 %p 6 4 2 0 −2 −4−3,2−2,7−0,6+5,2+5,7−2,2−2,1CDUSPDGDB/FWGGrüneFDPBFBAnmerkungen:c GEMEINSAMd Die Besseren/FWGg Bürger Forum Bebra | SitzverteilungInsgesamt 37 Sitze - SPD: 10 - Grüne: 2 - GEMEINSAM: 6 - Die Besseren FWG: 5 - CDU: 14 |

| Parteien und Wählergemeinschaften | Parteien und Wählergemeinschaften           | % 2016 | Sitze 2016 | % 2011 | Sitze 2011 | % 2006 | Sitze 2006 | % 2001 | Sitze 2001 |
| CDU                               | Christlich Demokratische Union Deutschlands | 41,3   | 15         | 44,2   | 16         | 49,0   | 18         | 53,8   | 20         |
| SPD                               | Sozialdemokratische Partei Deutschlands     | 28,6   | 11         | 35,4   | 13         | 38,3   | 14         | 41,0   | 15         |
| GEMEINSAM                         | Gemeinsam für Bebra                         | 16,4   | 6          | 14,8   | 6          | 9,2    | 4          | —      | —          |
| DB/FWG                            | Die Besseren/FWG                            | 9,3    | 3          | 4,0    | 2          | 3,5    | 1          | 5,2    | 2          |
| Grüne                             | Bündnis 90/Die Grünen                       | 5,7    | 2          | —      | —          | —      | —          | —      | —          |
| FDP                               | Freie Demokratische Partei                  | 2,2    | 1          | 0,8    | 0          | —      | —          | —      | —          |
| BFB                               | Bürger Forum Bebra                          | 2,1    | 1          | —      | —          | —      | —          | —      | —          |
| Linke                             | Die Linke                                   | —      | —          | 0,8    | 0          | —      | —          | —      | —          |
| gesamt                            | gesamt                                      | 100,0  | 37         | 100,0  | 37         | 100,0  | 37         | 100,0  | 37         |
| Wahlbeteiligung in %              | Wahlbeteiligung in %                        | 50,3   | 50,3       | 51,2   | 51,2       | 52,0   | 52,0       | 59,1   | 59,1       |

### Bürgermeister
Nach der hessischen Kommunalverfassung wird der Bürgermeister für eine sechsjährige Amtszeit gewählt, seit dem Jahr 1993 in einer Direktwahl, und ist Vorsitzender des Magistrats, dem in der Stadt Bebra neben dem Bürgermeister ehrenamtlich ein Erster Stadtrat und acht weitere Stadträte angehören. Bürgermeister ist seit dem 1. März 2020 der parteiunabhängige Stefan Knoche. Er wurde als Nachfolger von Uwe Hassl, der nach einer Amtszeit nicht wieder kandidiert hatte, am 8. September 2019 im ersten Wahlgang ohne Gegenkandidaten bei 35,52 Prozent Wahlbeteiligung mit 82,16 Prozent der Stimmen gewählt.
Amtszeiten der Bürgermeister
- 2020–2026 Stefan Knoche[25]
- 2014–2020 Uwe Hassl[26]
- 1996–2014 Horst Groß (CDU)[31]
- 1990–1996 Wolfgang Dippel
- 1984–1990 Lothar Hüttenhein
- 1966–1983 August-Wilhelm Mende (SPD)

### Ortsbeiräte
Für alle Stadtteile Bebras bestehen Ortsbezirke mit Ortsbeirat und Ortsvorsteher, nach Maßgabe der §§ 81 und 82 HGO und des Kommunalwahlgesetzes in der jeweils gültigen Fassung. Die Ortsbezirke sind entsprechend der Gebiete der ehemaligen Gemeinden abgegrenzt. Die Ortsbeiräte bestehen, je nach Einwohnerzahl des Ortsbezirks, aus fünf und neuen Mitgliedern. Diese werden im Rahmen der Kommunalwahlen gewählt. Der Ortsbeirat wählt eines seiner Mitglieder zum Ortsvorsteher bzw. zur Ortsvorsteherin.

### Wappen
| | Blasonierung: „In Rot ein laufender silberner Biber über zwei schräg gekreuzten silbernen Zwillingsfäden.“ |
| Wappenbegründung: Das Wappen versinnbildlicht durch den Biber den Ortsnamen, der von „Biberahe“ (d. h. Biberwasser) abzuleiten ist. Die Schildfarben erinnern an das Wappen der Reichsabtei Hersfeld, zu deren ältestem Besitz der 786 erstmals erwähnte Ort gehörte. Bei den gekreuzten Zwillingsfäden handelt es sich um eine originelle heraldische Symbolisierung von Eisenbahnschienen. Als sehr bedeutender Eisenbahnknotenpunkt ist Bebra seit der Mitte des 19. Jahrhunderts bekannt geworden; durch die Linien nach Kassel, Frankfurt und Göttingen wurde es zum Zentrum des Fernverkehrs, neuerdings auch aufstrebender Industrieplatz. Das Wappen wurde 1930 durch das Preußische Staatsministerium genehmigt. | |

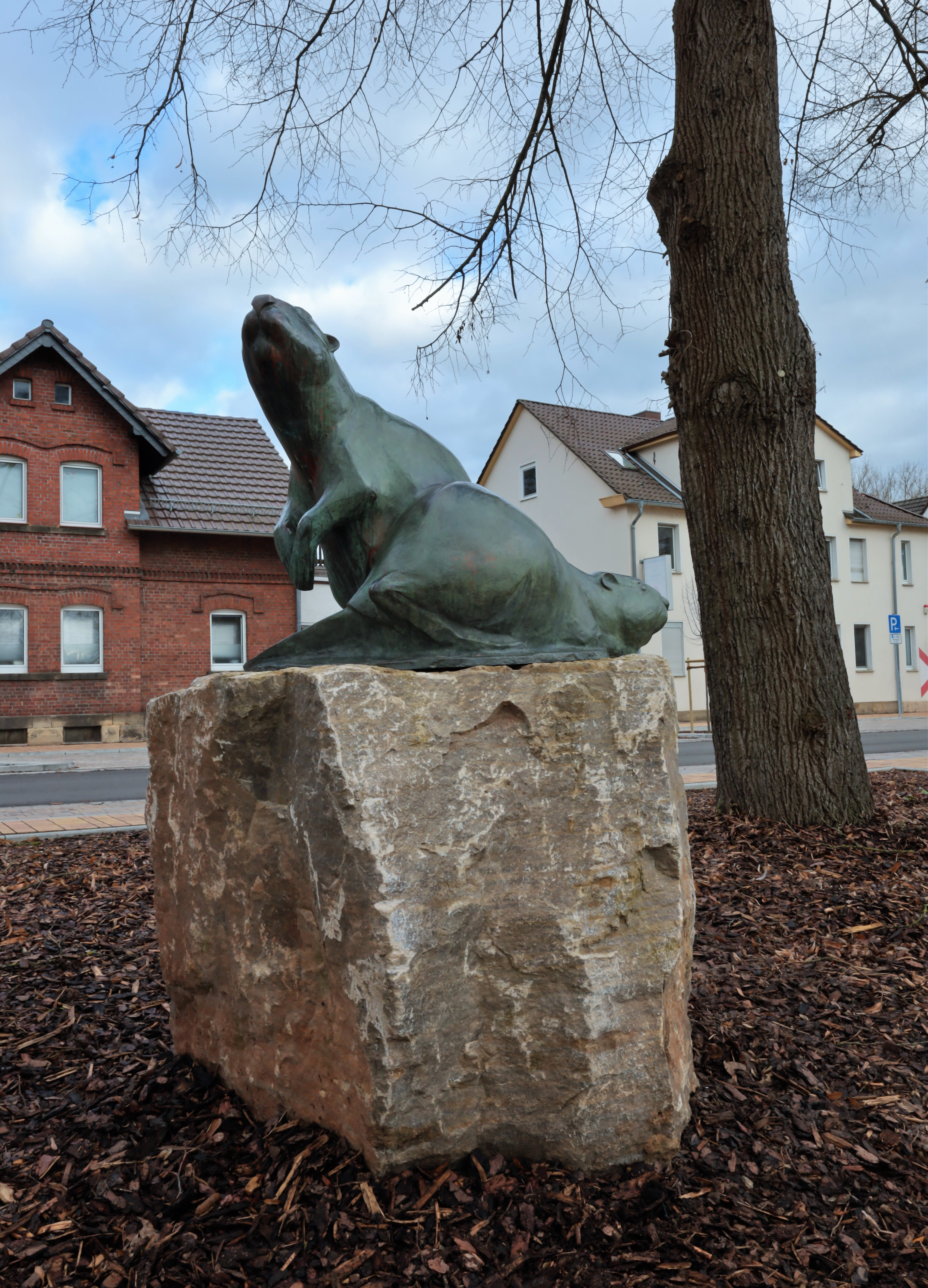

Das Wappen der Stadt verfügt auch über folgenden Wappenspruch:

„Bebra, im Hessenlande

die Stadt, im roten Feld einen Biber hat,

dazu ein gekreuztes Schienenpaar,

im Leben mutig,

im Streben wahr.“

Die Stadtfarben sind Rot und Weiß.

### Flagge
Die Flagge der Stadt ist Rot - Weiß (1:1) gestreift und mit dem Wappen belegt.

### Städtepartnerschaften

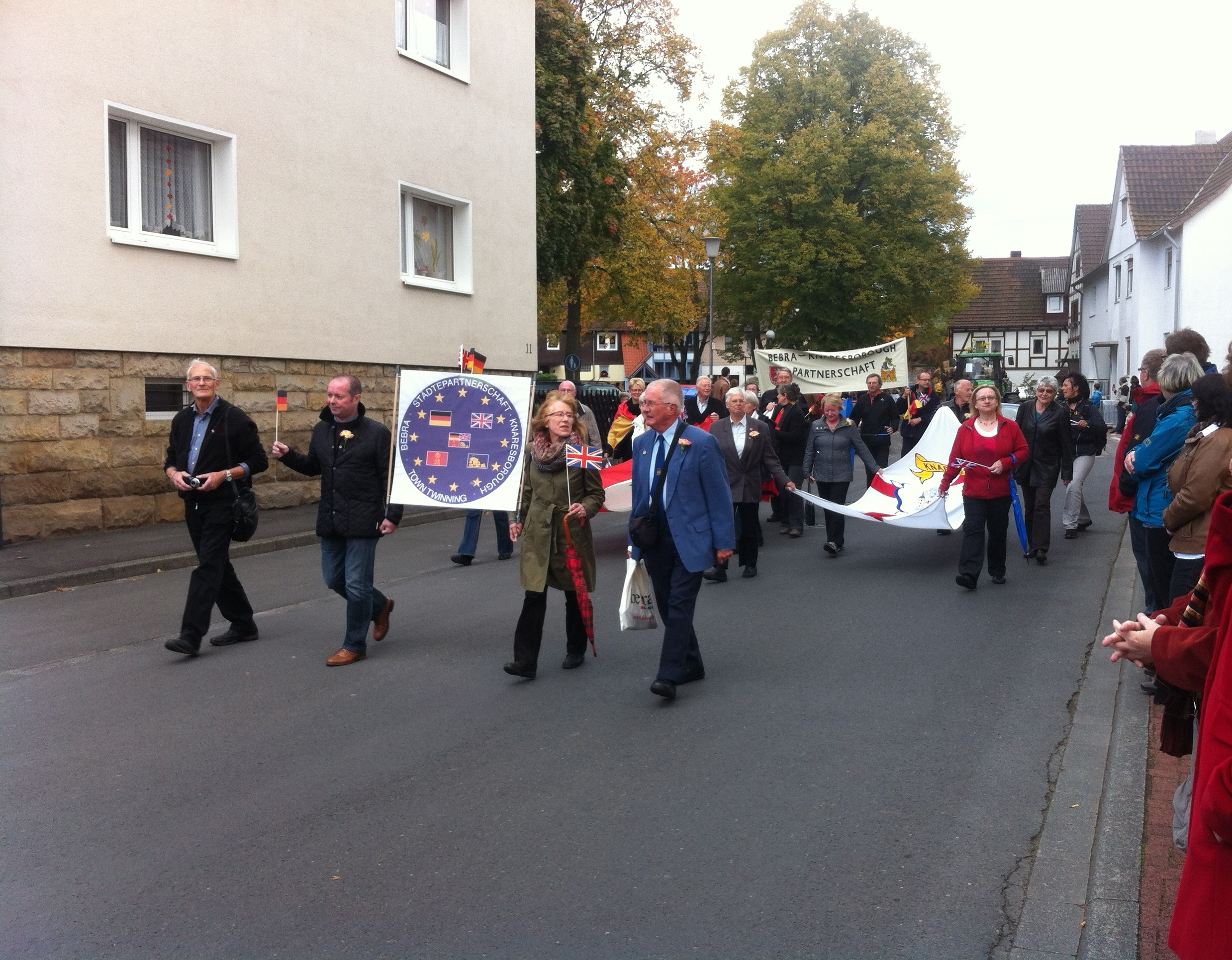
Besuch aus der englischen Partnerstadt Knaresborough anlässlich der Kirmes 2012

Städtepartnerschaften bestehen mit dem englischen Knaresborough (seit 1969) und mit dem thüringischen Friedrichroda (seit Anfang der 1990er-Jahre).

## Kultur, Sport und Sehenswürdigkeiten

### Eisenbahngeschichte/Museen

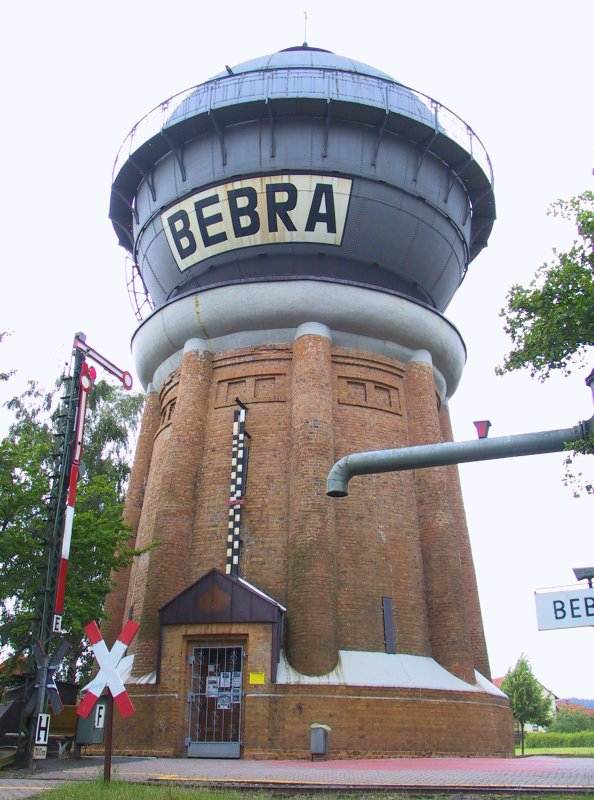
Wasserturm

Im von der Stadt Bebra erworbenen Empfangsgebäude des Bahnhofs Bebra eröffnete 2021 das Museum „Bahnhof Bebra“ mit einer Dauerausstellung zur bedeutenden Geschichte des Bahnhofs („Knotenpunkt im Kaiserreich – Grenzstation im Kalten Krieg“).
Schon seit den 1980er Jahren besteht im Wasserturm Bebra ein vom Verein „Eisenbahnfreunde Bebra“ betriebenes Eisenbahnmuseum, das die für Bebra wichtige Geschichte der Eisenbahn am Ort zeigt. Direkt nebenan befindet sich eine vereinseigene 600-mm-Schmalspurbahn, die an einigen Tagen von April bis September auch in Aktion erlebt werden kann.

### Historische Bauwerke
Neben dem alten Rathaus sind verschiedene Fachwerkhäuser und die Parkanlagen der Stadt zu erwähnen.
- Wasserturm Bebra
- evangelische Auferstehungskirche
- Kloster Blankenheim
- Friedrichshütte
- St. Michael (Breitenbach)

Auch gibt es eine katholische sowie eine syrisch-orthodoxe Kirche.
Im Stadtteil Imshausen befindet sich Schloss Imshausen, das Herrenhaus der Familie von Trott zu Solz.

### Sportvereine

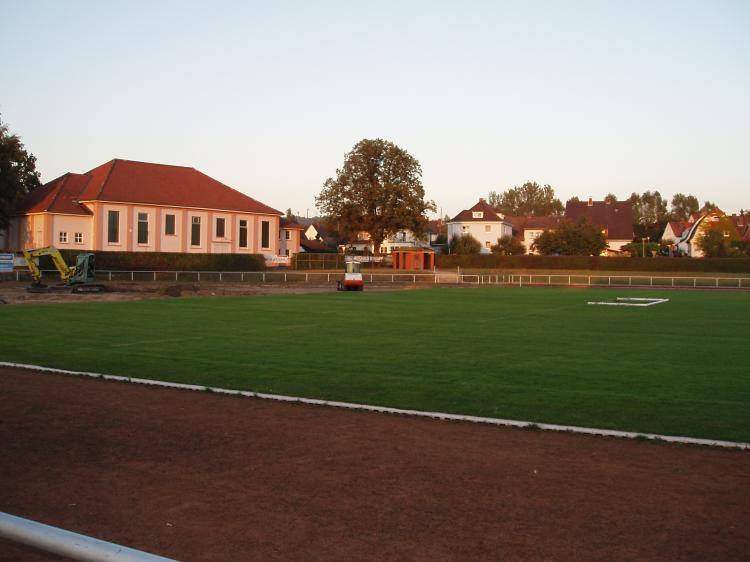
Biberkampfbahn Bebra, Heimspielstätte der FSG Bebra, mit Blick auf TSV-Halle, Spielstätte des TSV Bebra

In Bebra und seinen Stadtteilen ist Fußball neben dem Handball die populärste Sportart. Neben dem 1. FV Bebra, der seit 2011 mit den Stadtteilvereinen aus Gilfershausen, Asmushausen und Braunhausen in einer Fußballspielgemeinschaft spielt, und dem FC Real Espanol, gibt es in den Stadtteilen Blankenheim, Breitenbach, Iba, Solz und Weiterode eigene Fußballvereine. Die Teams der FSG Bebra und des ESV Weiterode spielen in der Saison 2017/18 in der Kreisoberliga Fulda Nord.
Die LG Alheimer Rotenburg-Bebra (LGA) bietet Leichtathletik an und ist in der Vergangenheit bereits mehrfach regional und überregional durch ihre einheimischen Sportler in Erscheinung getreten. Die Handballabteilung des TSV Bebra spielt seit 2010 in der Bezirksoberliga.

### Regelmäßige Veranstaltungen
Im Herbst findet die traditionelle Kirmes, das Erntedank- und Heimatfest, statt, in der Vorweihnachtszeit der Adventsmarkt rund um den Rathausmarkt. Neben dem Stadtfest am letzten Juniwochenende finden in der Kernstadt und den Stadtteilen viele weitere Feste und Veranstaltungen statt sowie im Oktober das Drachenfest auf dem Ibaer Weltschlüssel. Mit dem Umbau des Lokschuppens II am Bahnhof steht nun auch eine Veranstaltungshalle mit wechselndem Programm zur Verfügung.

### Künstlerische Verarbeitung
Bebra steht wie viele andere kleine deutsche Städte für eine rückläufige Wirtschafts- und Bevölkerungsentwicklung. Bereits Ende der achtziger Jahre prägte der Autor Matthias Horx den Begriff Bebraistik. In seinem Essay „Endstation Bebra“ zeichnet er ein Bild eines farblosen Ortes.
In Klaus Pohls Stück Die schöne Fremde dienen Bebra und das fiktive Hotel Reichsapfel als grausame Bühne eines Dramas in fünf Akten. In dem Stück reist eine Amerikanerin durch Deutschland, strandet in Bebra und wird Zeugin und Opfer von Verbrechen.
Der Fotokünstler Axel Beyer verarbeitet Gebäude und Areale des Stadtgebietes und der Stadtteile Breitenbach und Weiterode zu Collagen in dem Band „Bebracuriosa“.

## Wirtschaft und Infrastruktur

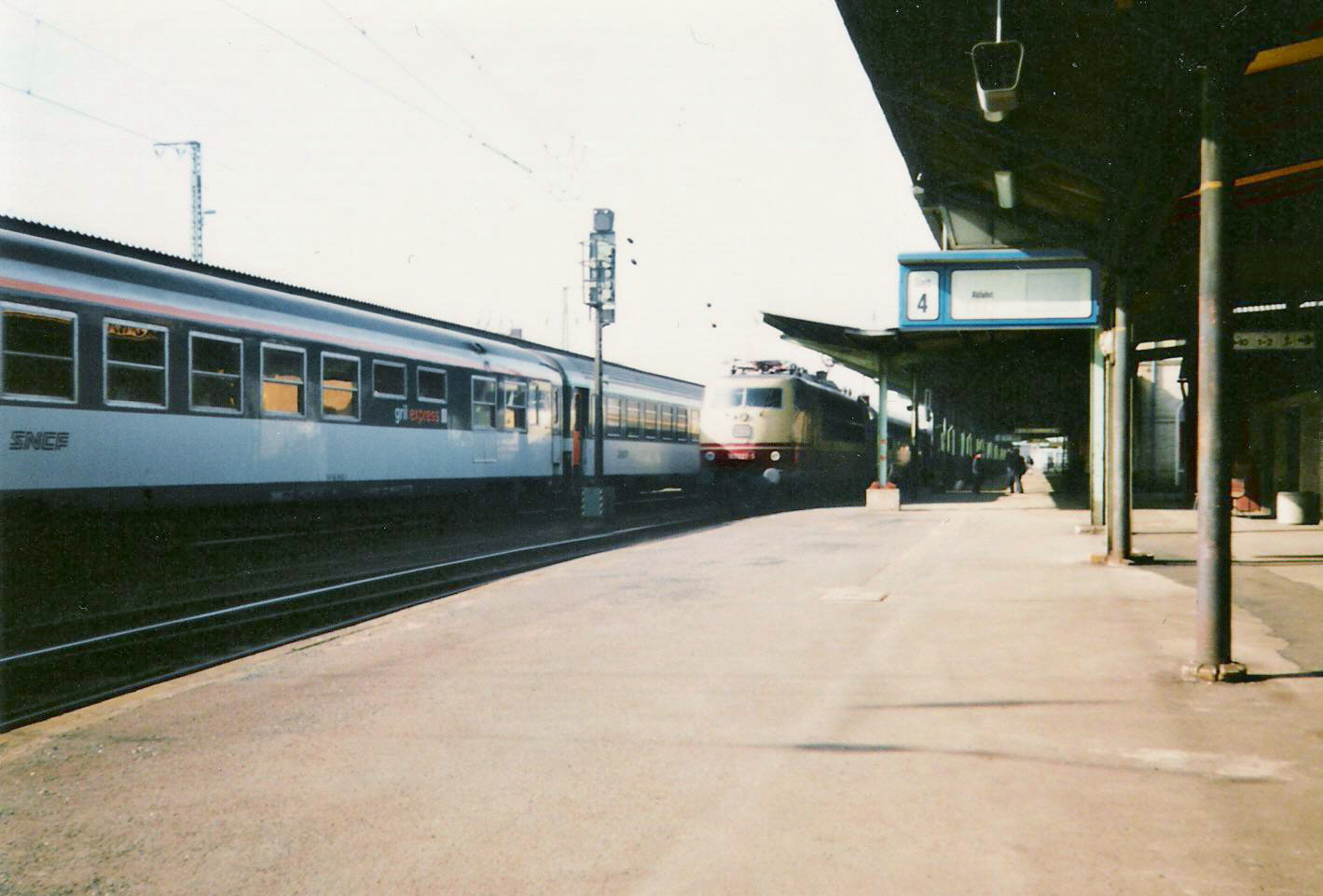
Ehemaliger Grenzbahnhof Bebra (1993)

Ende der 1980er Jahre verlor Bebra als Eisenbahnknotenpunkt, auch unter dem Einfluss der Deutschen Einheit und dem einhergehenden Verlust des Grenzverkehrs, zunehmend an Bedeutung. Dadurch verloren viele Einwohner Bebras ihre Arbeitsstelle, da die Deutsche Bundesbahn über Jahre zum größten Arbeitgeber in Bebra zählte. Eine Bebraer Anekdote besagt, dass man im Ort in der Nachkriegszeit nicht fragte: „Wo arbeitest du?“, sondern: „Wo bei der Bahn arbeitest du?“. Seit der Jahrtausendwende bemühten sich Lokalpolitiker und die Bundestagsabgeordneten des Kreises Hersfeld-Rotenburg um den Ausbau des Bebraer Bahnhofs zum „CargoZentrum“.

### Verkehr

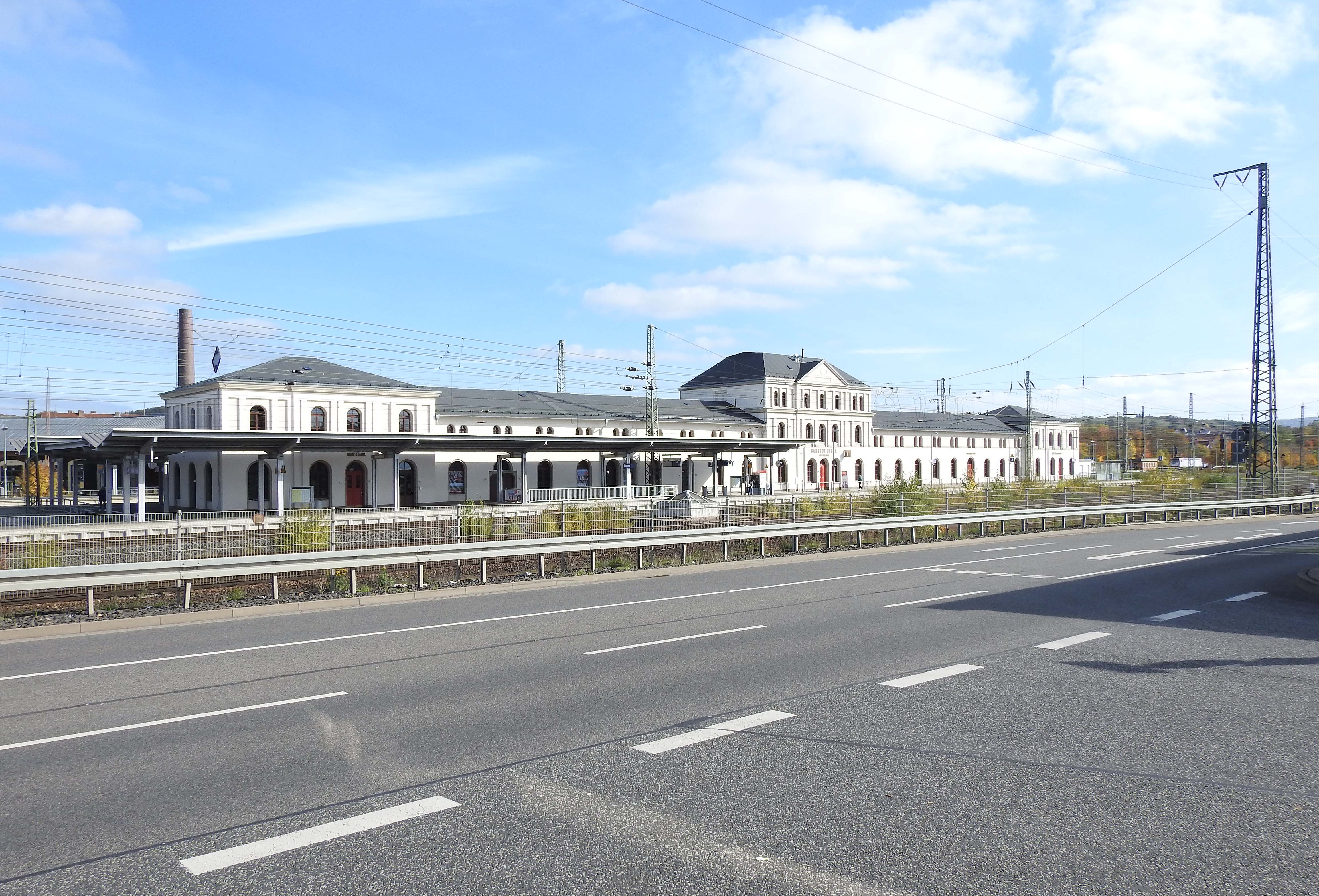
Bahnhof Bebra

Bebra ist eine klassische Eisenbahnstadt, deren Bahnhof neben dem Personenbahnhof einen Rangierbahnhof umfasst. Die Stadt gehört dem Nordhessischen Verkehrsverbund an. Bis Dezember 2018 hielten in Bebra einzelne Fernzüge, die zwischen Düsseldorf und Leipzig/Dresden verkehrten.
Im Westen der Stadt treffen die B 27 aus Norden bzw. Süden und die B 83 aus Westen aufeinander. Die B 27 führt hierbei in Richtung Süden nach etwa 15 km bei Bad Hersfeld auf die A 4, über deren weiteren Verlauf die A 7 erreicht wird. Von Osten kann Bebra über die A 4 an der Anschlussstelle Wildeck-Hönebach und die Landesstraße 3251 erreicht werden.

### Medien
In Bebra gibt es folgende regelmäßig gedruckte Medien:
- die lokale Tageszeitung Rotenburg-Bebraer Allgemeine (Lokalausgabe der HNA),
- das Anzeigenblatt Kreisanzeiger, welches zweimal in der Woche erscheint.

### Radwanderwege
Durch die Stadtteile Blankenheim und Breitenbach führen folgende Radwanderwege:
- Der Hessische Radfernweg R1 (Fulda-Radweg) führt über 250 km von den Höhen der Rhön entlang der Fulda bis Bad Karlshafen an der Weser.
- Die D-Route 9 (Weser-Romantische Straße) führt von der Nordsee über Bremen, Kassel, Fulda und das Taubertal nach Füssen im Allgäu (1.197 km).

### Ansässige Unternehmen
- Zweigwerk der Continental Automotive GmbH (bis 2. Juni 2008 Siemens VDO Automotive AG), Zulieferer der Automobilindustrie
- m. a. l. Effekt Technik – LED-Lichtsysteme
- HLG – Holzlogistik- u. Güterbahn Bebra GmbH
- Logistikzentrum der Krug-Gruppe – Internationale Spedition
- ISIHOME Group GmbH – Immobilien, Bau-Generalunternehmen, Projektentwicklung (Immobilien), Gebäudeverwaltung
- zentrales Reparaturwerk der Hilti Deutschland AG

### Staatliche Einrichtungen
- Staatliches Schulamt für die Landkreise Hersfeld-Rotenburg und Werra-Meißner
- Hessen-Forst Technik
- Arbeitsagentur – Geschäftsstelle Bebra

### Bildungseinrichtungen
- Brüder-Grimm-Gesamtschule mit Förderstufe
- Brüder-Grimm-Schule, Grundschule
- Grundschule Breitenbach
- Grundschule Weiterode
- berufliche Schulen mit Berufsgymnasium des Landkreises Hersfeld-Rotenburg
- Lehrbaustelle der Bauwirtschaft
- Schornsteinfegerschule des Landesinnungsverbandes Hessen
- August-Wilhelm-Mende-Schule, Förderschule mit den Förderschwerpunkten geistige und körperlich-motorische Entwicklung im Landkreis Hersfeld-Rotenburg
- Konzern-Lehrwerkstatt der Strabag AG

#### Kindertagesstätten
- städt. Kindertagesstätte »Tabalugaland« in Bebra
- städt. Kindertagesstätte »Kompass« in Bebra
- städt. Kindertagesstätte »Pusteblume« im Stadtteil Breitenbach
- städt. Kindertagesstätte »Rappelkiste« im Stadtteil Weiterode
- ev. Kindertagesstätte »Arche Noah« in Bebra
- ev. Kindergarten im Stadtteil Solz
- Kinderkrippe »Die kleinen Strolche« in Bebra

## Persönlichkeiten

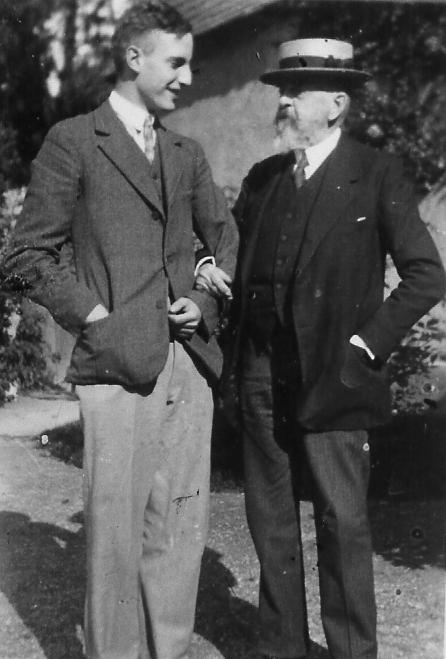
Adam von Trott zu Solz mit seinem Vater August

### Söhne und Töchter der Stadt
- August Vilmar (1800–1868), Theologe, Professor, Staatsrat und Literaturhistoriker, geboren in Solz
- Bodo von Trott zu Solz (1817–1887), Gutsbesitzer, Obervorsteher der Althessischen Ritterschaft und Abgeordneter des Kurhessischen Kommunallandtages des Regierungsbezirks Kassel, geboren auf Gut Imshausen
- Ludwig Georg Thon (1854–?), Gutsbesitzer und Mitglied des Kurhessischen Kommunallandtages des preußischen Regierungsbezirks Kassel, geboren in Solz
- August von Trott zu Solz (1855–1938), Politiker, 1909–1917 Kultusminister, Mitbegründer der Kaiser-Wilhelm-Gesellschaft, geboren in Imshausen
- Moritz Lindau (1877–1942), deutscher Kaufmann und Radsportfunktionär
- Johannes Reinmöller (1877–1955), Kieferchirurg, Hochschullehrer in Rostock und Würzburg
- Carl von Hoff (1894–1969), Entwickler, geboren in Breitenbach
- Max Reinmöller (1886–1977), Bruder von Johannes Reinmöller, Kieferchirurg und Hochschullehrer.
- Heinrich Gernand (1907–?), nationalsozialistischer Politiker und Gaupropagandaleiter
- Fritz Gleim (1920–2000), Leichtathlet
- Wilhelm Malkemus (1937–2019), Maler, Grafikdesigner, Bühnenbildner, Karikaturist, Zeichner und Porträtmaler
- Clarita Müller-Plantenberg (* 1943), im Ortsteil Imshausen geborene Soziologin und Hochschullehrerin
- Jürgen Großkurth (* 1949), Schriftsteller
- Willi Geike (* 1950), Filmproduzent
- Hannelore Eckhardt (* 1954), (SPD) Landtagsabgeordnete im hessischen Landtag
- Michael Minkenberg (* 1959), Politologe
- Bernd Kollmann (* 1959), Theologe
- Rainer Kersten (* 1964), Übersetzer

### Persönlichkeiten, die in Bebra gelebt und gewirkt haben
- Ferdinand Seyfarth (1818–1901). Landwirt und Mitglied des Deutschen Reichstags
- Erich Braun, NS-Ortsgruppenleiter, Kreisleiter und Abgeordneter des Provinziallandtages der Provinz Hessen-Nassau, Unternehmer in Bebra
- Adam von Trott zu Solz (1909–1944). Im Stadtteil Imshausen. Jurist, Diplomat und Widerstandskämpfer gegen den Nationalsozialismus.
- August-Wilhelm Mende (1929–1986), Landtagsabgeordneter und Bürgermeister von Bebra 1966–1984
- Stephan Tank (* 1961), Wirtschaftswissenschaftler
- Annika Becker (* 1981), Leichtathletin
- Shkodran Mustafi (* 1992), Fußballprofi und Weltmeister 2014

## Trivia
- Zwischen Berlin und Bebra fuhr am 1. Juli 1880 der erste deutsche Speisewagen.
- In dem Film Witwer mit fünf Töchtern von 1957 kommentiert Heinz Erhardt die Aussage „Ich habe noch eine Kleinigkeit in Indien zu erledigen“ mit „Da muss er aber in Bebra umsteigen“.
- In Loriots Sketch Filmanalyse begrüßt Rolf Schröter (Loriot) den Leiter der (fiktiven) Hochschule für Film und Fernsehen in Bebra, Herrn Professor Wolf Lemmer (Heinz Meier).
- Am 19. Juli 2003 wurde ein ICE-1-Triebzug der Deutschen Bahn auf den Namen Bebra getauft.
- Am 18. Juli 2014 fand ein Empfang für den frisch gebackenen Fußballweltmeister Shkodran Mustafi statt. Auf dem Rathausmarkt in der Innenstadt wurde Mustafi von 1500 Fans willkommen geheißen. Im Vorfeld dieser Veranstaltung trug sich Mustafi in das Goldene Buch der Stadt Bebra ein.